# Метох
Метох (метохий, греч. μετόχιον или μετόχι) — в Византии и на Балканах небольшой монастырь (или церковь), подчинённый более крупному монастырю и представляющий хозяйство этого монастыря. Метох может располагаться как в городе, так и в сельской местности.
Как правило, метох обладал небольшим хозяйством, состоявшем из отдельных нив, виноградников, садов, мельниц. Но известны и более крупные метохи, обладавшие сёлами с зависимым населением (париками).
Существовали и метохи, принадлежавшие светским лицам. Как правило, это представители аристократии или же зажиточные горожане или крестьяне. Иными словами, в частном владении светского лица оказывался монастырь или церковь.
Обычно метох становился собственностью монастыря путём дарения. Дарителем мог выступать как правитель области, так и владеющие метохами светские лица. Однако метох или часть его хозяйства мог стать предметом купли-продажи.
Формирование метоха можно рассмотреть на примере Афона. Метохами становились небольшие монастырьки, как правило основанные стараниями зажиточных отшельников. Братия этих монастырьков была немногочисленной 5-6, реже до 12 иноков. После смерти своего строителя, монастырьки могли быть отобраны протатом как выморочные, или же переданы по завещанию послушникам основателя. Однако часто наследники сами передавали его в распоряжение протата. Протат мог распорядиться о передаче такого монастырька в качестве метоха крупному монастырю. В XIV веке появилась ещё одна причина превращения монастыря в метох: при набегах турок или каталонцев на Святую Гору такие монастырьки, не имеющие защищавших их стен, страдали первыми и запустевали. Запустевший монастырь протат мог передать одному из крупных афонских монастырей.
Близкой категорией были монастыри-монидрионы. Монидрион сам мог обладать метохами, но был зависим от более крупного монастыря. И. П. Медведев предполагает, что разница между этими двумя типами хозяйств была в различии правового и экономического статуса. Монидрион обладал некоторой самостоятельностью, метох был полностью зависим.